# Ordinul Republicii (Transnistria)

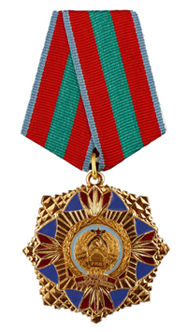
Ordinul Republicii

Ordinul Republicii (în rusă Орден Республики) este cea mai înaltă decorație a auto-proclamatei Republici Moldovenești Nistrene. El a fost înființat prin decretul nr. 310 al președintelui RMN, Igor Smirnov, din data de 15 decembrie 1994.

## Statut
1. Ordinul Republicii este cea mai înaltă distincție a Republicii Moldovenești Nistrene și se acordă pentru merite deosebite în muncă, apărarea Republicii Moldovenești Nistrene, dezvoltarea prieteniei și colaborării între popoare, menținerea păcii și alte servicii deosebite aduse republicii și societății.
2. Sunt decorați cu Ordinul Republicii: cetățeni ai Republicii Moldovenești Nistrene, întreprinderi, asociații, fundații, organizații, formații, unități militare, regiuni, orașe și alte structuri. Prin Ordinul Republicii pot fi decorați și cei care nu sunt cetățeni ai Republicii Moldovenești Nistrene sau întreprinderi, fundații, organizații și structuri din alte state.
3. Acordarea Ordinului Republicii se efectuează:
  1. pentru realizări excepționale și succese în domeniul politic, economic, științific și tehnic și al dezvoltării socio-culturale a societății, în creșterea eficienței și calității muncii, pentru merite deosebite în apărarea, formarea și dezvoltarea Republicii Moldovenești Nistrene, în întărirea capacității de apărare a republicii;
  2. pentru merite importante în dezvoltarea prieteniei și colaborării cu alte state;
  3. pentru merite deosebite în menținerea păcii, în întărirea democrației și progresului social;
  4. pentru alte activități deosebite aduse republicii și societății.
4. Ordinul Republicii se poartă pe partea stângă a pieptului, iar celelalte ordine sunt plasate după acesta.

## Descriere
Ordinul Republicii are forma unei stele argintii cu opt colțuri, în centrul căreia se află un medalion de culoare aurie cu imaginea Stemei Republicii Moldovenești Nistrene. Medalia ordinului este confecționată din aliaj de cupru-zinc, are imprimări în relief, este terminată la capete prin bucăți de smalț emailat de culoare albastră și are la margini raze rombice de culoare aurie. Relieful medaliei este izolat prin înnegrirea chimică a argintului.
Medalionul metalic cu imaginea Stema Republicii Moldovenești Nistrene și cu inscripția “ОРДЕН РЕСПУБЛИКИ” este confecționată din aliaj cupru-zinc. Inscripția “ОРДЕН РЕСПУБЛИКИ” este realizată din smalț emailat rubiniu, fiind izolată printr-un smalț de culoare închisă. Numărul individual este gravat pe reversul ordinului.
Medalia ordinului este prinsă printr-o ureche de o panglică pentagonală de mătase lucioasă, cu benzi de următoarele culori - albastru închis, roșu, verde, roșu, albastru închis. Lățimea panglicii este de 24 mm.

## Persoane decorate
- Igor Smirnov - președintele RMN
- Serghei Leontiev - vicepreședintele RMN
- Stanislav Hajeev - general, ministrul apărării din RMN
- Valeri Lițkai - ministrul afacerilor externe al RMN
- Grigore Mărăcuță - președintele Sovietului Suprem al RMN
- Vladimir Bodnar - deputat, președintele Uniunii Ucrainenilor din Transnistria
- Iustinian Ovcinicov - episcopul rus de Tiraspol și Dubăsari (1996)
- Eduard Kokoiti - Președintele auto-proclamatei Republici a Osetiei de Sud (21 iunie 2006)
- Viaceslav Kogut - primarul orașului Bender
- Marea Ducesă Maria Vladimirovna a Rusiei (2009)
- Prima brigadă de infanterie motorizată - participantă la luptele din zona orașului Dubăsari
- Primul detașament de cazaci al Batalionului Bogdan Hmelnițki - care a trecut în mai 1992 sub jurisdicția Republicii Moldovenești Nistrene
- Comitetul de Stat al Vămilor (24 august 2000)
- Municipiul Bender - al doilea oraș ca mărime al Republicii Moldovenești Nistrene (1997)
- Municipiul Tiraspol - capitala Republicii Moldovenești Nistrene (2002)